# Avenue Kléber
Pour les articles homonymes, voir Kléber (homonymie).
L’avenue Kléber est une artère du 16e arrondissement de Paris.

## Situation et accès
Elle part de la place Charles-de-Gaulle et arrive sur la place du Trocadéro-et-du-Onze-Novembre.

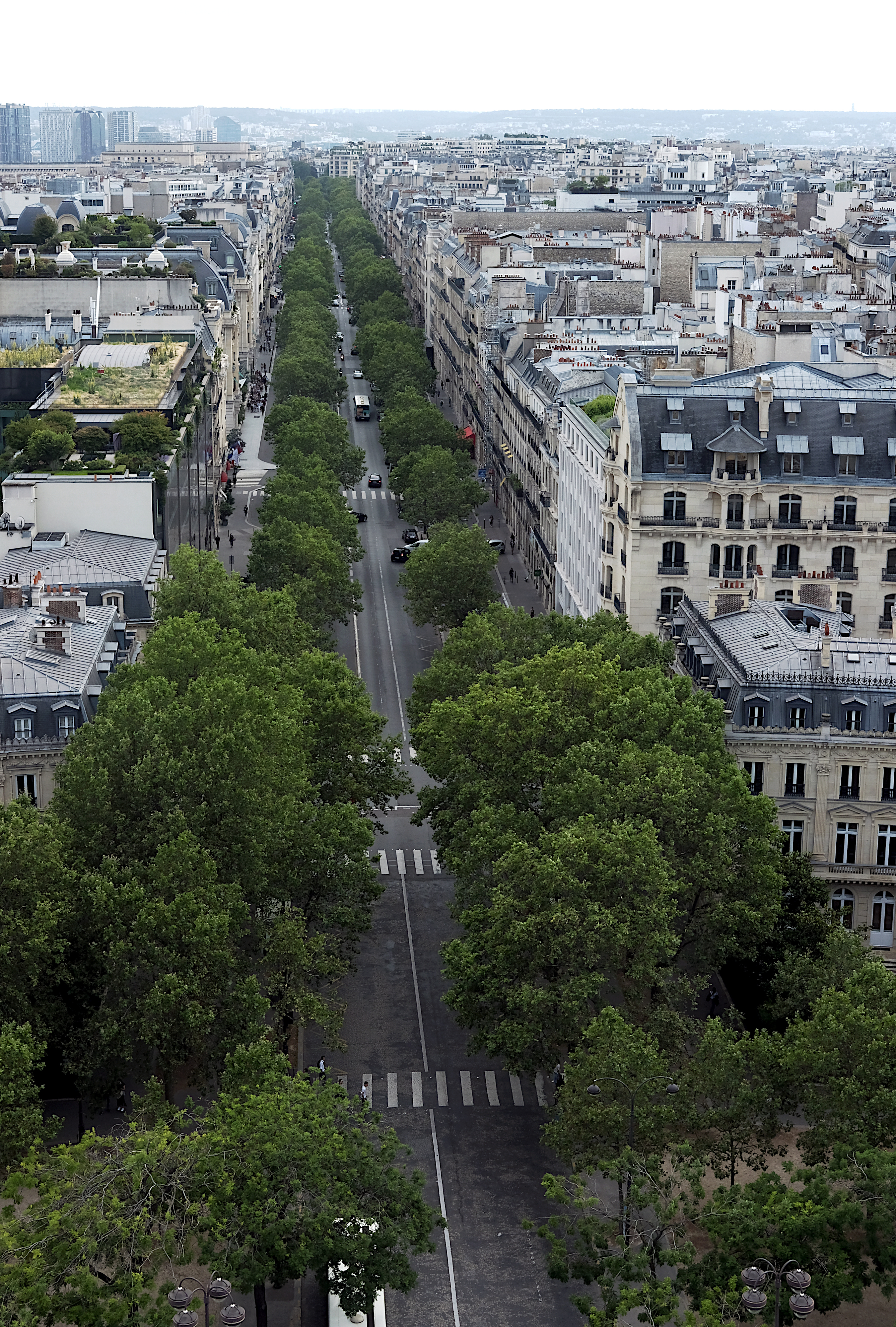
L'avenue Kléber vue depuis l'Arc de Triomphe.
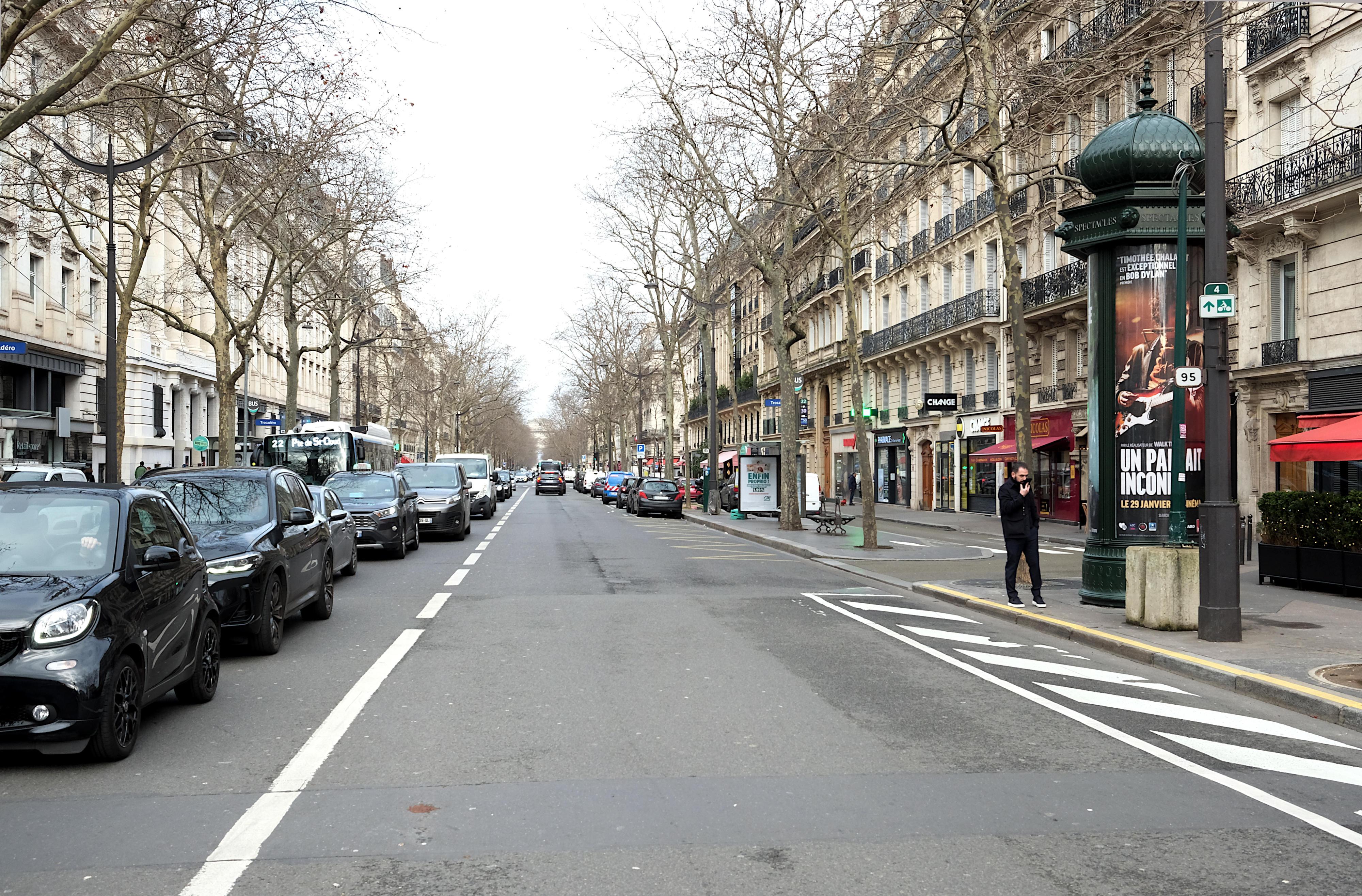
L'avenue vue depuis le Trocadéro.

Ce site est desservi par les stations de métro Charles de Gaulle - Étoile, Kléber, Boissière et Trocadéro.

## Origine du nom

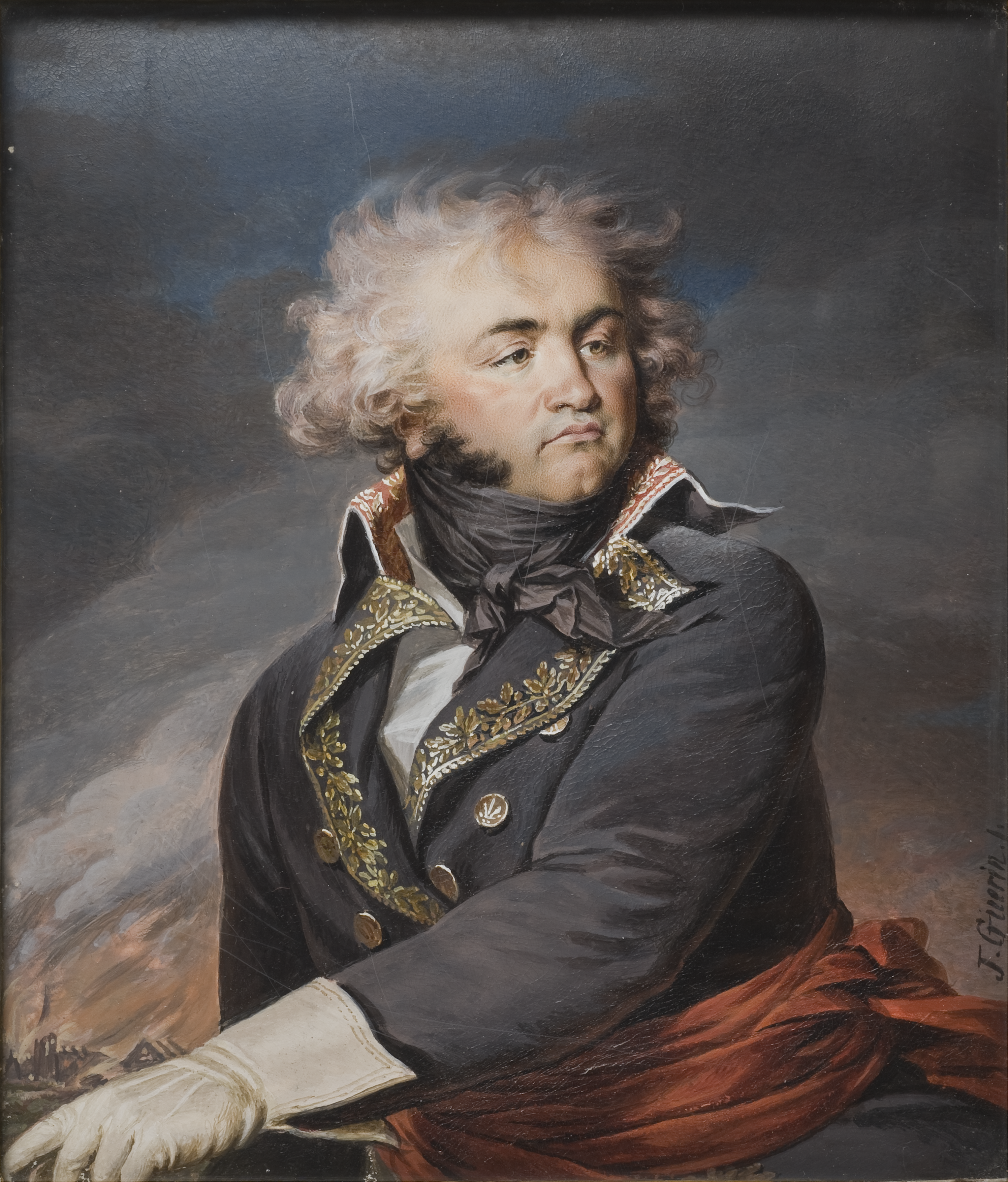
Jean-Baptiste Kléber.

Son nom vient de Jean-Baptiste Kléber (1753-1800), général français qui s'est illustré lors des guerres de la Révolution française.

## Historique

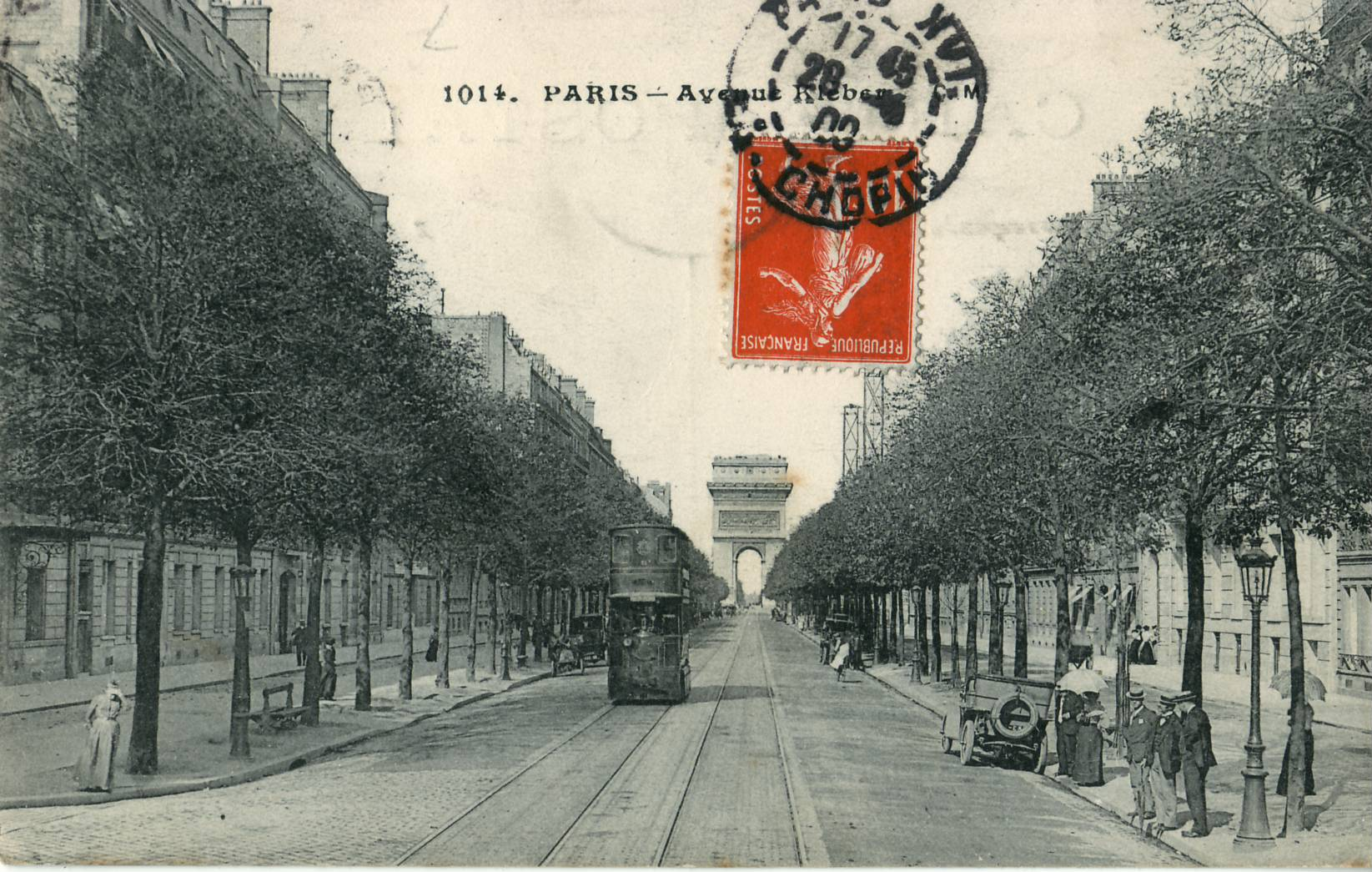
L'avenue Kléber, au temps des tramways de la Compagnie générale des omnibus, ancêtre de la RATP.

L'avenue a son origine dans l'aménagement du boulevard extérieur au mur d'octroi décidé par ordonnance du Bureau des Finances du 16 janvier 1789. Son tracé  correspond à ce boulevard entre l'actuel emplacement de la place du Trocadéro et celui du croisement avec les actuelles rues de Belloy et Paul-Valéry, dénommé « boulevard de Passy », entre les rues de Villejust (Paul-Valéry) et de Longchamp au croisement de laquelle était implantée la barrière de Longchamp et « boulevard de Longchamp », entre la rue de Longchamp et l’actuelle place du Trocadéro. De l'emplacement de la rue de Belloy où était située la barrière des Bassins à la place de l'Étoile, le mur et son boulevard extérieur avaient été décalés vers l'est pour contourner le bâtiment de l'École des orphelins militaires en construction en 1789. L'abandon de ce bâtiment en 1805 laissa entre les emplacements des actuelles avenue Kléber et rue Dumont-d'Urville un espace libre où fut aménagé en 1845 un hippodrome.
Ce boulevard était situé dans l'ancienne commune de Passy jusqu'à son annexion à la ville de Paris en 1860 et la voie fut rattachée à la voirie parisienne par un décret du 23 mai 1863.
L'avenue fut ouverte en 1854  sous le nom d'« avenue Kléber » entre la place de l'Étoile et la rue Circulaire (actuelle rue de Presbourg) et prolongée par un décret du 6 mars 1858, entre cette rue et la rue de Villejust actuelle rue Paul-Valéry en faisant disparaitre l'Hippodrome et la rue Guerlain qui était située à l'emplacement des immeubles des nos 18 à 50.
L'ensemble rectiligne comprenant la partie sud de l'ancien boulevard extérieur au mur d'octroi entre la place du Trocadéro et la rue de Villejust reçut en 1864, le nom d'« avenue du Roi-de-Rome ».  
Il prit sa dénomination actuelle par un arrêté du 16 août 1879.

Évolution du tracé de l'avenue Kléber
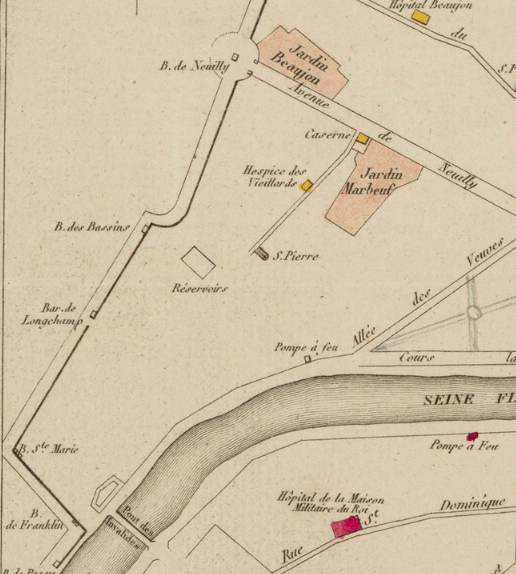
Le tracé de la future avenue Kléber et du mur des Fermiers généraux.
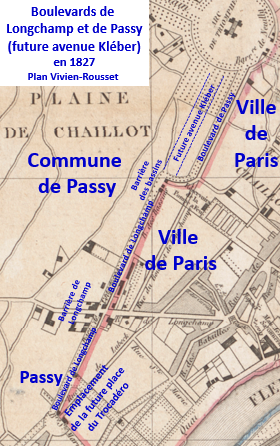
Boulevards de Longchamp et de Passy en 1827.
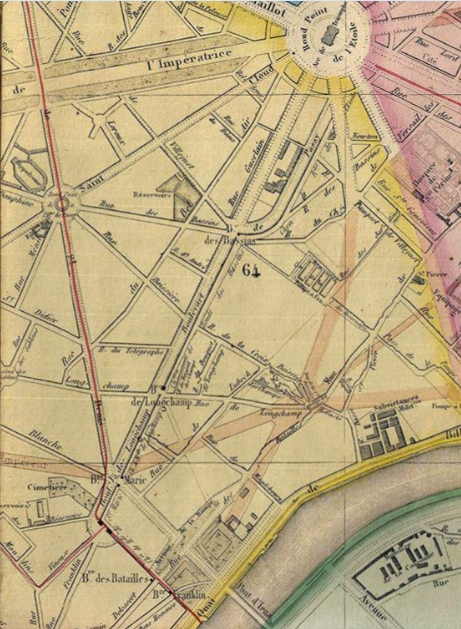
En 1860 avec le mur et la rue Guerlain en voie de disparition.

Installant en 1911 une usine de pneumatiques à Colombes, la société française BF Goodrich devient Kléber-Colombes en 1945, à la suite de l'installation de son siège social avenue Kléber, puis Kléber en 1962. La société sera absorbée en 1981 par Michelin.

## Bâtiments remarquables et lieux de mémoire
- Fanfonne Guillierme y a vécu dans sa jeunesse avant de partir vivre en Petite Camargue, à Aimargues.
- L'avocat Henri Leclerc y a eu ses bureaux jusqu'en 1973[3].
- No 4 (et 9, rue de Presbourg) : ancien hôtel Mercedes, hôtel de luxe construit en 1902 par l’architecte Georges-Paul Chedanne[4],[5].
- No 8 : consulat d'Islande en France.
- No 15 : l'entrée et la cour de l'immeuble ont un remarquable pavage signé Corbassière.
- No 17 : hôtel Raphael.
- No 18 :
  - chancellerie de l'ambassade des États-Unis en France dans les années 1900[6] ;
  - consulat général du Salvador dans les années 1920[7].
- No 19 : ancien hôtel Majestic, actuel hôtel The Peninsula Paris. Le 18 mai 1922, Diaghilev, Joyce, Picasso, Proust et Stravinsky s'y retrouvèrent tard le soir, après la première représentation, à l'Opéra, du ballet de Nijinska, Renard, musique de Stravinsky, écrite en 1916-1917, décors de Larionov.
Sous l'Occupation, le haut commandement militaire allemand s'y est installé.
Il a abrité le siège de l'UNESCO, puis des services du ministère des Affaires étrangères, notamment le Centre des conférences internationales, avant d'être vendu par l'État français pour 460 millions d'euros à la société d'investissement publique du Qatar, Qatari Diar, afin de le transformer en hôtel de luxe[8]. C'est à cette adresse que furent signés les accords de Paris mettant fin à la guerre du Viêt Nam en 1973, les accords de Paris sur le Cambodge de 1991 et les accords Kléber, signés après la rébellion du nord de la Côte d’Ivoire en 2003.
- No 21 :
  - Consulat du Costa Rica dans les années 1920[7].
  - Après la Seconde Guerre mondiale et jusqu'en 1950, cette adresse accueille un dispensaire patronné par le Gouvernement de la République espagnole en exil ainsi que des bureaux, son siège principal étant situé 15 avenue Foch[9].
- No 27 : ancien hôtel particulier construit par un couple d’Américains, les Phalen[10]. La femme de lettres roumaine Hélène Vacaresco vécut à cette adresse[11].
- No 27 bis : légation de Bolivie dans les années 1920[7].
- No 34 : immeuble où mourut Olivier Halanzier-Dufresnoy, directeur de l'Opéra de Paris, le 28 décembre 1896[12].
- No 35 : légation du Portugal dans les années 1920[7].
- No 37 : en 1920 y ouvre la librairie du surréalisme Au sans pareil[13],[14].
- No 43 : ancien hôtel Massing, où une bombe explosa sans faire de victime durant la nuit du 12 au 13 mai 1894[15],[16].
- No 44 : propriété de Slim Chiboub et son épouse Dorsaf Ben Ali, fille de l'ancien président tunisien Zine el-Abidine Ben Ali[17].
- No 50 : ambassade du Pérou en France.
- No 52 : immeuble où mourut Aristide Briand le 7 mars 1932[18].
- No 55 : légation des Pays-Bas dans les années 1900[19]. Siège de Qualibat.
- No 57 : immeuble où mourut Étienne Grosclaude, journaliste, chroniqueur, humoriste, conférencier, écrivain[20].
- No 58 : ancien hôtel particulier Echaurren-Valero de style néo-Renaissance construit par l'architecte Octave Raquin en 1892[21]. En 1895, l'immeuble est acquis par Victor Echaurren-Valero, de Santiago (Chili), pour la somme de 750 000 francs[22].
- No 60 : immeuble en briques et pierre construit en 1911 par l'architecte Charles Letrosne.
- No 64 : impasse Kléber.
- No 66 : les cariatides encadrant l’entrée de cet immeuble, privées de bras et de jambes, sont en outre tournées de profil (on en trouve un autre exemple au 21, boulevard Saint-Germain, à l’entrée d’un immeuble construit par l’architecte Jean Boussard[23]).
- No 78 : légation d'Uruguay dans les années 1920[7].
- No 85 : Albert Dieudonné (1889-1976), acteur, scénariste et réalisateur, y est né[24].
- No 87 : légation de Roumanie dans les années 1900[25].
- No 88 bis : Hôtel Baltimore, toujours existant, où l'acteur et réalisateur Max Linder, star du muet, se suicida le 31 octobre 1925 avec sa femme.
- No 91 : pharmacie où Jean Fougerat a « inventé » son sirop Rami en 1894.
- No 100 bis : immeuble de 1896 qui mentionne « LUMIERE ELECTRIQUE ».
- No 112 : immeuble monumental qui accueille la Société générale de 1910 à 1987. Le bâtiment est ensuite reconverti en centre d'affaires.

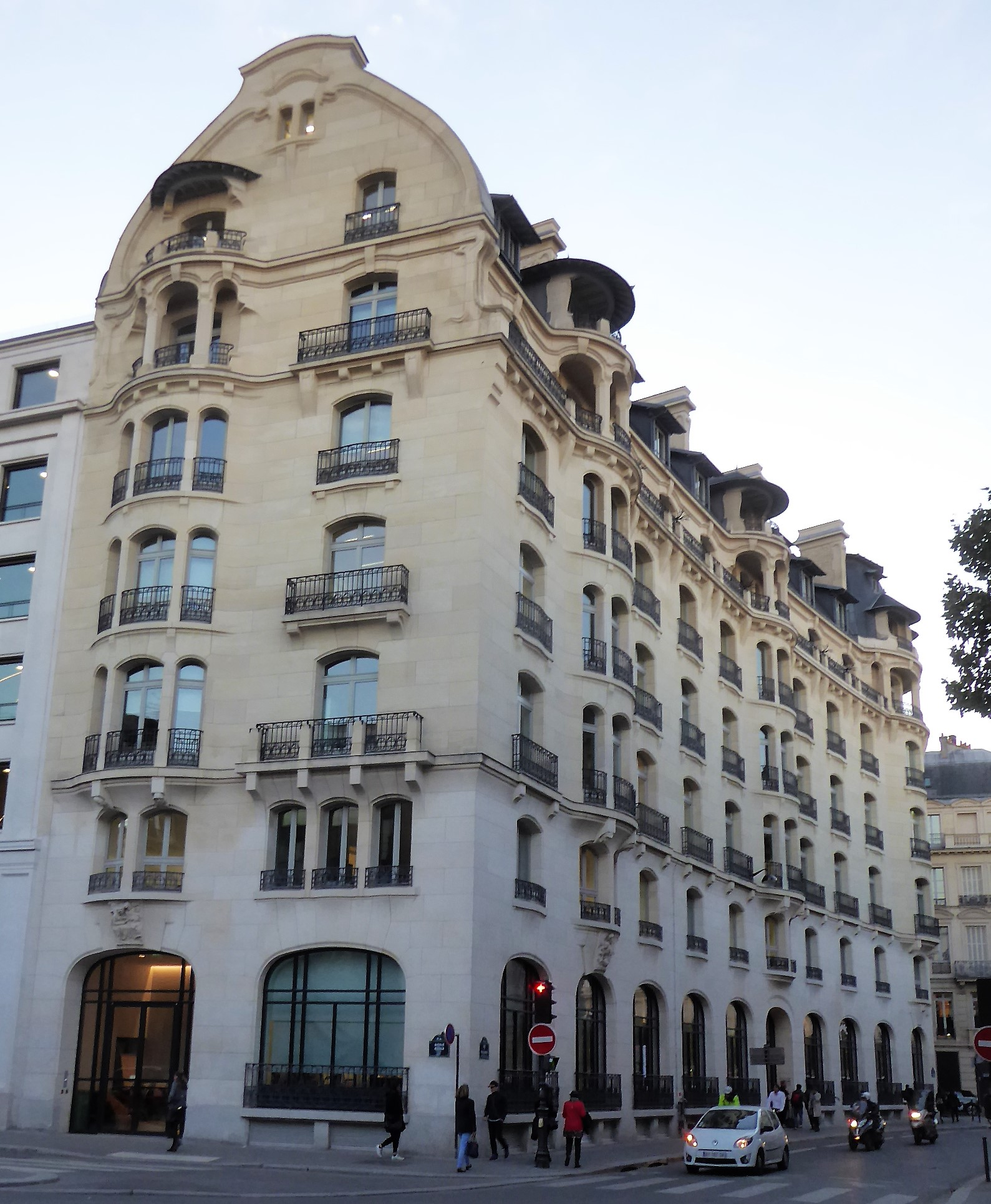
No 4 (angle rue de Presbourg).
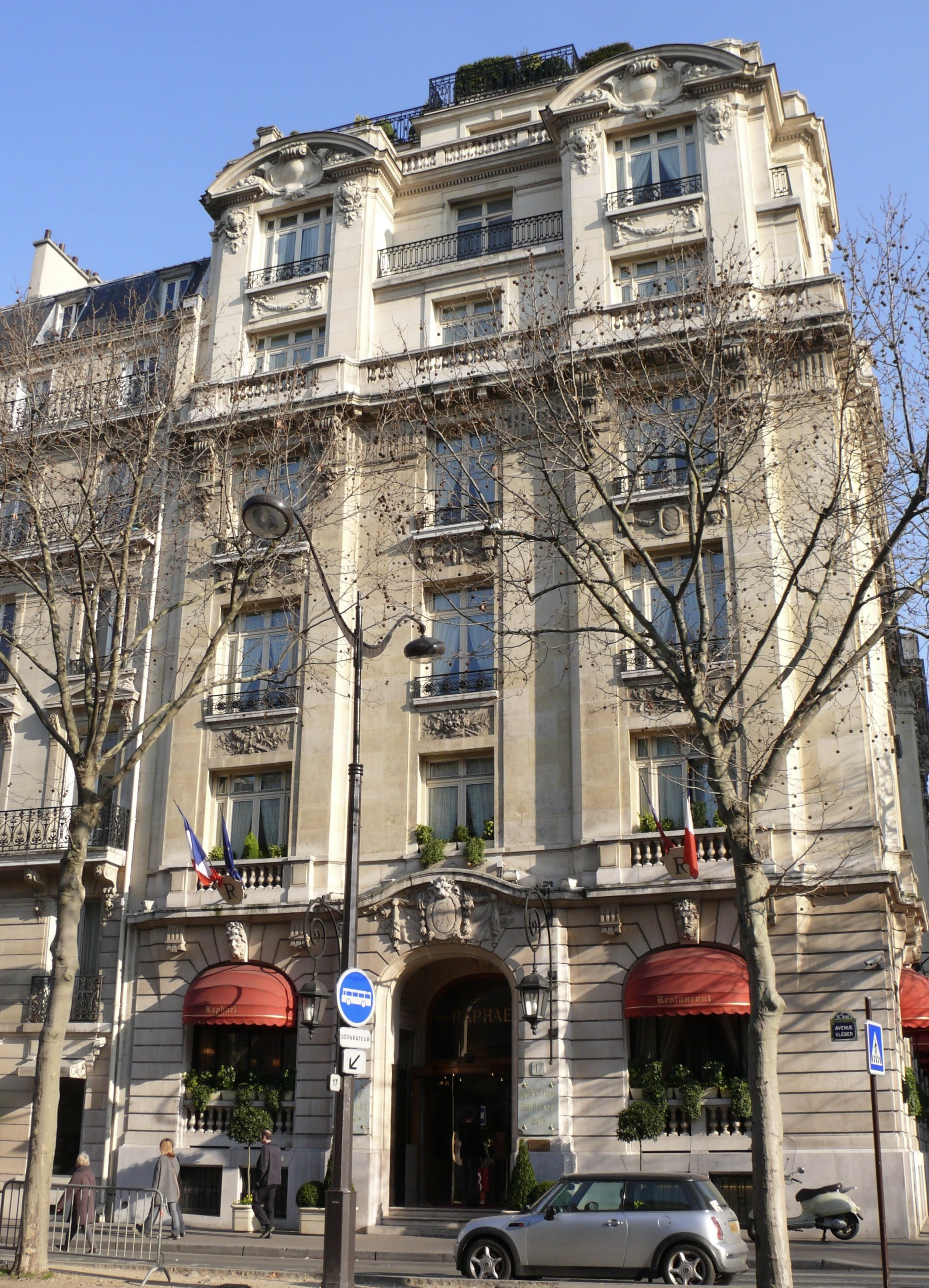
No 17.
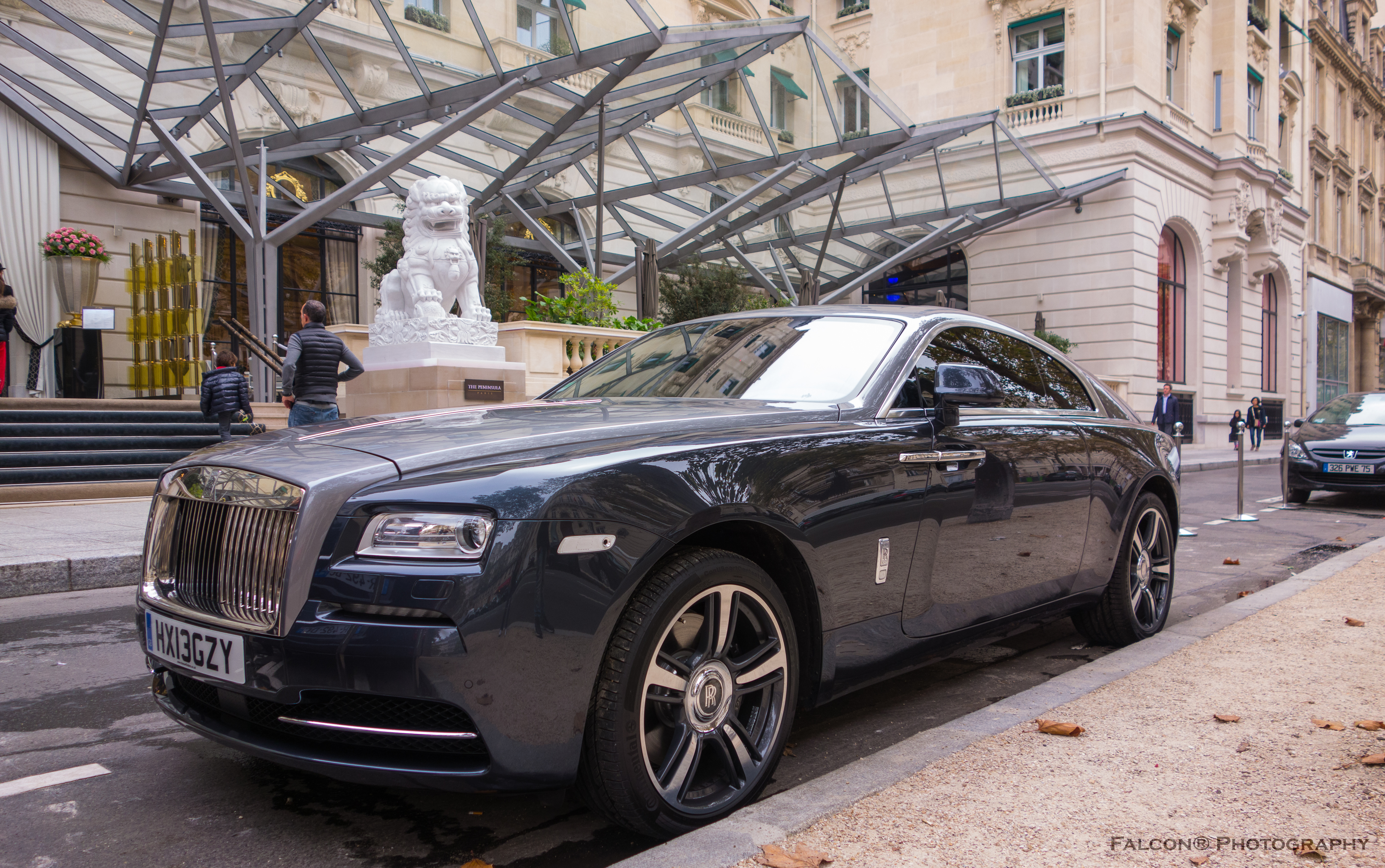
No 19.
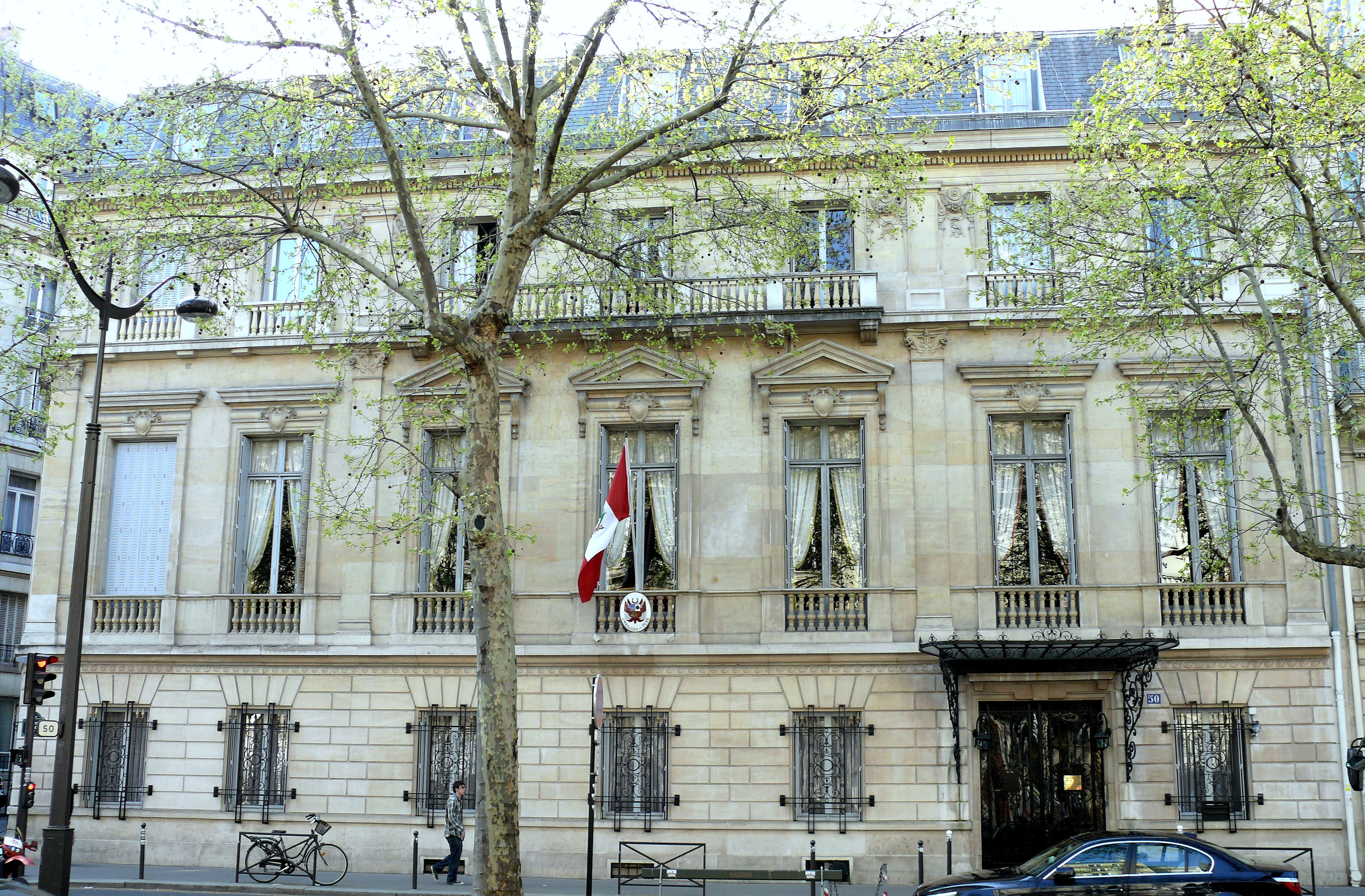
No 50.
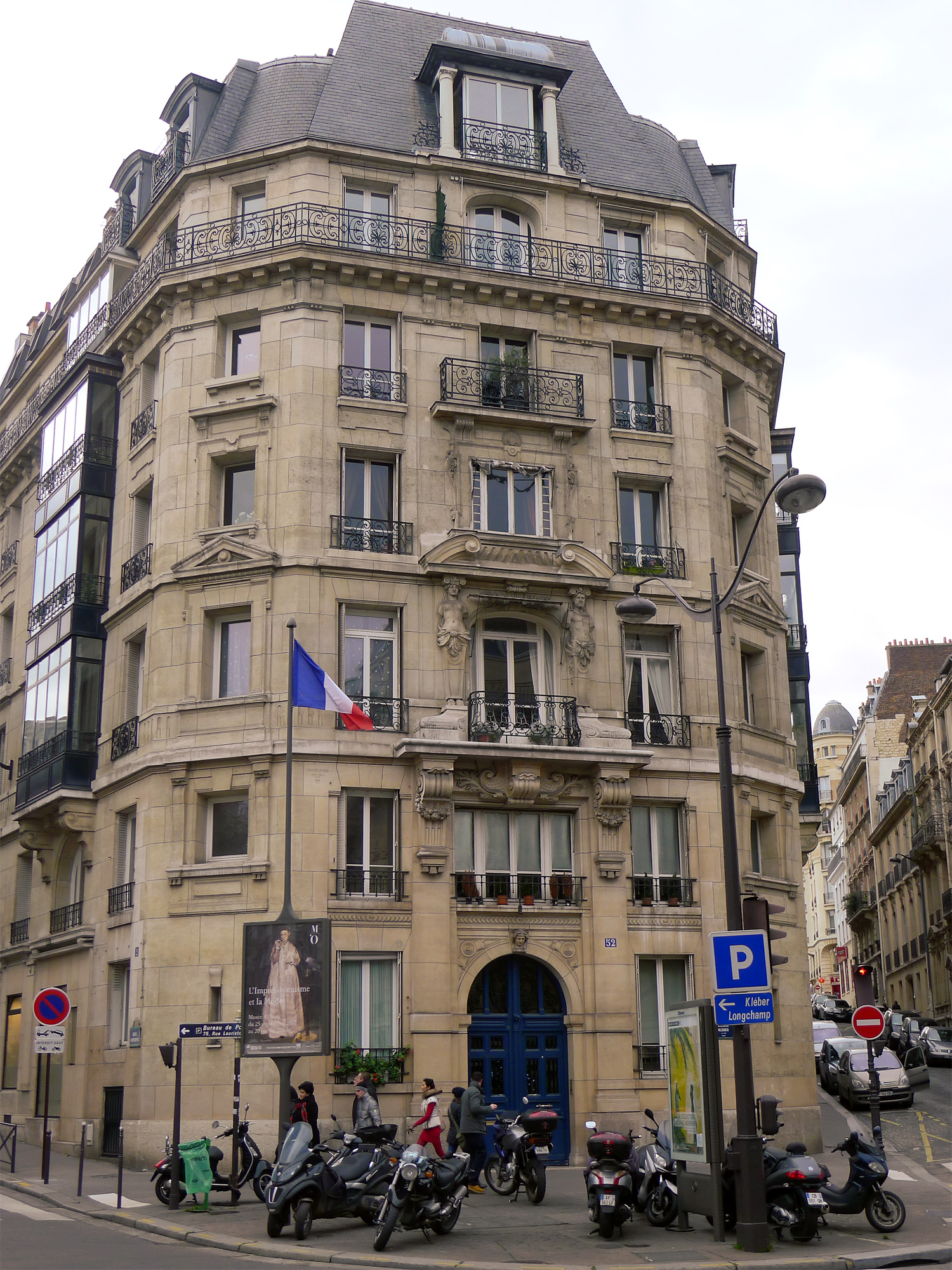
No 52.
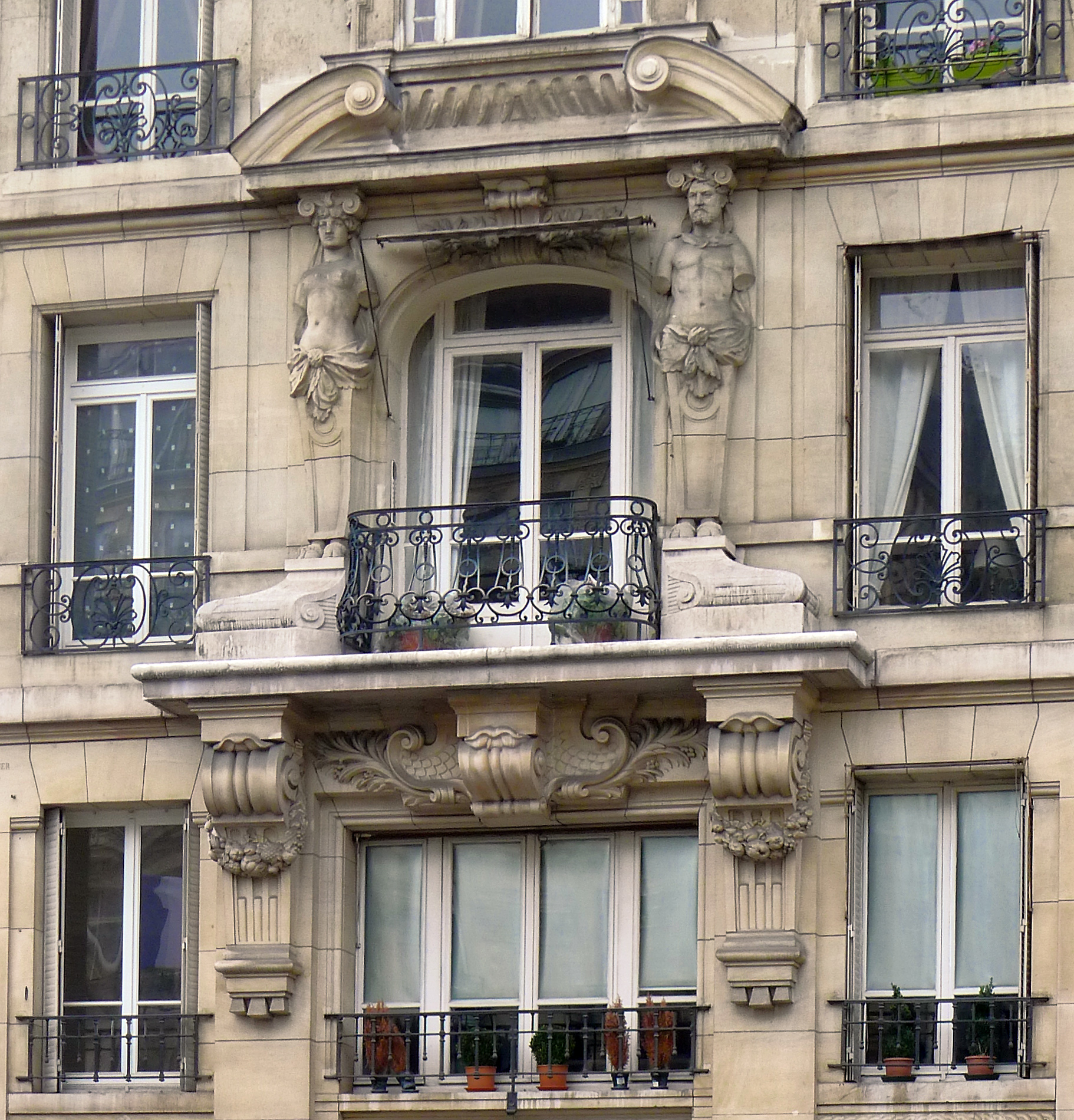
No 52, détail.
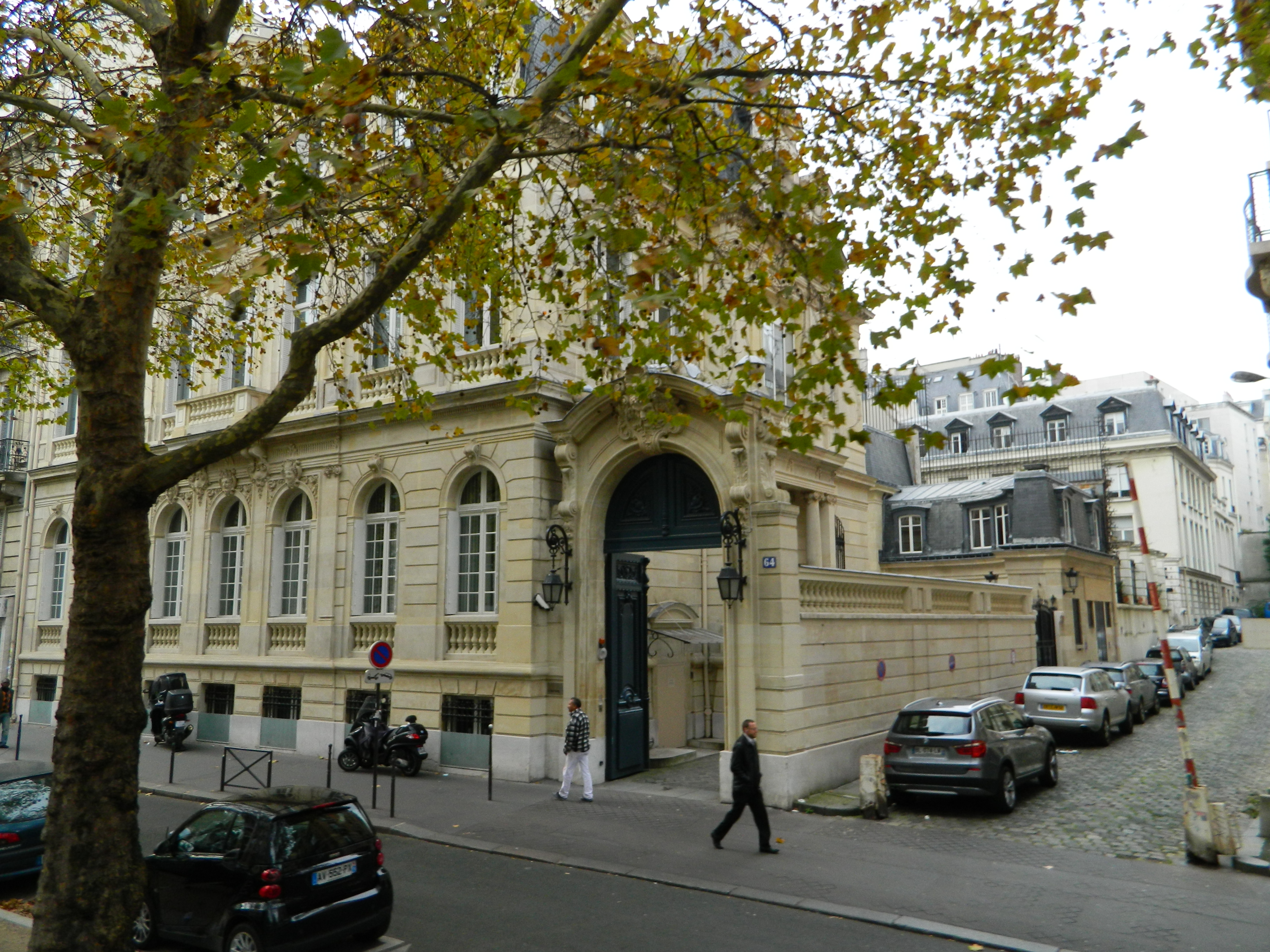
No 64.
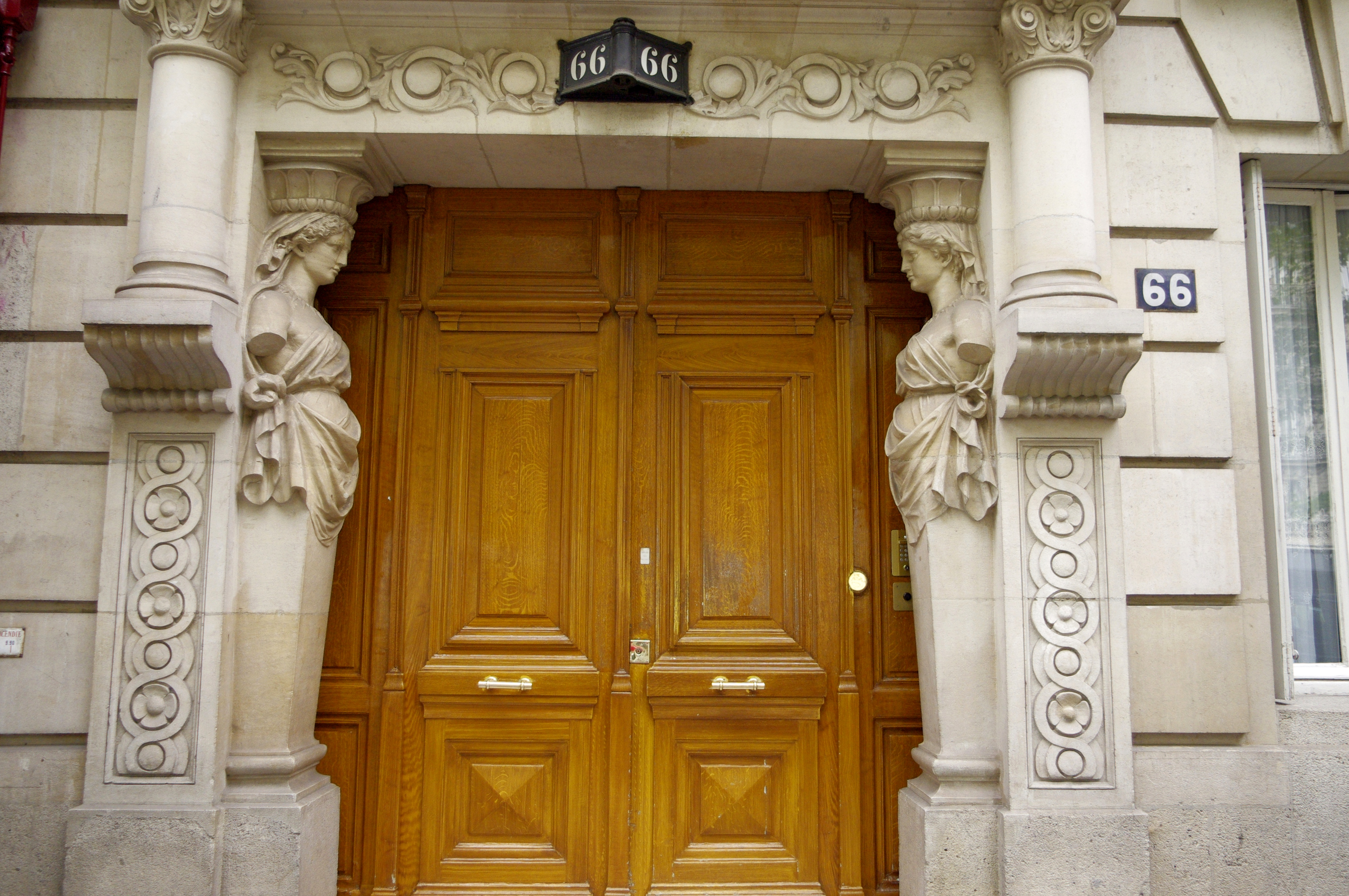
No 66.